# Агадир (башня)
Агадир — арабское название многоэтажных глинобитных, каменных или кирпичных башен, которые выполняли функции укреплённого центра поселений в ряде стран Магриба (Марокко, Алжир и т. д.). В случае осады такие сооружения служили укрытием для населения и хранилищем для материальных ценностей и припасов.
Агадиры считались типичными образцами самобытной берберской архитектуры. Как правило, они использовались коллективом всего селения, возводились в самых неприступных местах и служили общественными амбарами-зернохранилищами, в которых каждая семья имела немного места, выделенного специально для неё. 